# Bryan Clay
Pour les articles homonymes, voir Clay.
Bryan Ezra Tsumoru Clay (né le 3 janvier 1980 à Austin) est un athlète américain spécialiste du décathlon.

## Biographie
C'est le fils de Michele Ishimoto, une émigrée japonaise à Hawaï et d'un père afro-américain, Greg Clay, qui a divorcé quand Bryan était en CM2. Il a été élevé par sa mère et a fait ses études à Hawaï.
Il se distingue lors des Jeux olympiques d'été de 2004 à Athènes en s'adjugeant la médaille d'argent.
Puis, en 2005, il remporte la médaille d'or de l'épreuve lors des Championnats du monde d'Helsinki.
En 2007, n'ayant pas terminé les épreuves combinées lors des championnats américains d'Indianapolis, qualificatifs pour les championnats du monde à Osaka, il participe à ces derniers avec une wild card, en tant que champion du monde sortant.
Il participera aux Jeux olympiques 2008 à Pékin et obtiendra la médaille d'or du décathlon.
Victime d'une blessure, il ne peut se présenter aux Championnats des États-Unis 2009 à Eugene : il ne participera pas aux Mondiaux de Berlin.
De retour sur les pistes en début de saison 2010, Bryan Clay remporte la médaille d'or des Championnats du monde en salle de Doha, conservant son titre remporté deux ans plus tôt. Il totalise 6 204 points et devance finalement son compatriote Trey Hardee et le Russe Aleksey Drozdov.
Il déclare à nouveau forfait pour les championnats du monde de Daegu en 2011.
Il est élu au Temple de la renommée de l'athlétisme des États-Unis en 2017.

## Palmarès

### International
| Date | Compétition                           | Lieu                                  | Rang | Épreuve    | Points |
| ---- | ------------------------------------- | ------------------------------------- | ---- | ---------- | ------ |
| 2001 | Universiade                           | Pékin                                 | 1er  | Décathlon  | 6 791  |
| 2004 | Championnats du monde en salle        | Budapest                              | 2e   | Heptathlon | 6 365  |
| 2004 | Jeux olympiques                       | Athènes                               | 2e   | Décathlon  | 8 820  |
| 2004 | Décastar                              | Talence                               | 2e   | Décathlon  | 8 122  |
| 2004 | Coupe du monde des épreuves combinées | Coupe du monde des épreuves combinées | 2e   | Décathlon  | 25 602 |
| 2005 | Championnats du monde                 | Helsinki                              | 1er  | Décathlon  | 8 732  |
| 2005 | Coupe du monde des épreuves combinées | Coupe du monde des épreuves combinées | 2e   | Décathlon  | 25 199 |
| 2006 | Championnats du monde en salle        | Moscou                                | 2e   | Heptathlon | 6 187  |
| 2006 | Hypo-Meeting                          | Götzis                                | 1er  | Décathlon  | 8 677  |
| 2007 | Hypo-Meeting                          | Götzis                                | 3e   | Décathlon  | 8 493  |
| 2008 | Championnats du monde en salle        | Valence                               | 1er  | Heptathlon | 6 371  |
| 2008 | Jeux olympiques                       | Pékin                                 | 1er  | Décathlon  | 8 791  |
| 2010 | Championnats du monde en salle        | Doha                                  | 1er  | Heptathlon | 6 204  |
| 2010 | Hypo-Meeting                          | Götzis                                | 1er  | Décathlon  | 8 483  |

### National
- Championnats des États-Unis : vainqueur du décathlon en 2004, 2005 et 2008.

## Records
Les meilleures performances de Bryan Clay sont de 8 832 points au décathlon, le 30 juin 2008 lors des sélections olympiques américaines de Eugene, et de 6 371 points à l'heptathlon lors des Championnats du monde en salle 2008 de Valence en Espagne. Ses records personnels par épreuve sont les suivants :
| Épreuve           | Performance   | Lieu               | Date                         |
| ----------------- | ------------- | ------------------ | ---------------------------- |
| 100 m             | 10 s 35       | Götzis             | 29 mai 2010                  |
| Saut en longueur  | 7,96 m        | Athènes            | 23 août 2004                 |
| Lancer du poids   | 16,27 m       | Pékin              | 21 août 2008                 |
| Saut en hauteur   | 2,09 m        | Götzis             | 26 mai 2007                  |
| 400 m             | 47 s 78       | Helsinki           | 9 août 2005                  |
| 110 m haies       | 13 s 64       | Los Angeles        | 8 mai 2010                   |
| Lancer du disque  | 55,87 m       | Carson             | 24 juin 2005                 |
| Saut à la perche  | 5,10 m        | Sacramento Toronto | 17 juillet 2004 11 juin 2009 |
| Lancer du javelot | 72,00 m       | Helsinki           | 10 août 2005                 |
| 1 500 m           | 4 min 38 s 93 | Eugene             | 22 juin 2001                 |
| Décathlon         | 8 832 pts     | Eugene             | 30 juin 2008                 |

| Épreuve          | Performance   | Lieu        | Date            |
| ---------------- | ------------- | ----------- | --------------- |
| 60 mètres        | 6 s 65        | Budapest    | 6 mars 2004     |
| Saut en longueur | 7,78 m        | Budapest    | 6 mars 2004     |
| Lancer du poids  | 16,21 m       | Valence     | 8 mars 2008     |
| Saut en hauteur  | 2,10 m        | Moscou      | 11 mars 2006    |
| 60 mètres haies  | 7 s 71        | Albuquerque | 27 février 2010 |
| Saut à la perche | 5,15 m        | Ames        | 15 février 2008 |
| 1 000 mètres     | 2 min 49 s 41 | Budapest    | 7 mars 2004     |
| Heptathlon       | 6 371 pts     | Valence     | 9 mars 2008     |